# Kyle Eastwood
Pour les articles homonymes, voir Eastwood.
Kyle Eastwood, né le 19 mai 1968 à Los Angeles (États-Unis), est un musicien et acteur américain.

## Biographie

### Famille
Il est le fils de Clint Eastwood (né en 1930) et de Maggie Johnson (née en 1931). Sa sœur, Alison Eastwood (née en 1972), est actrice et réalisatrice. Il a un demi-frère, Scott Eastwood (né en 1986) et Francesca Eastwood (née en 1993), tous deux acteurs.

### Carrière

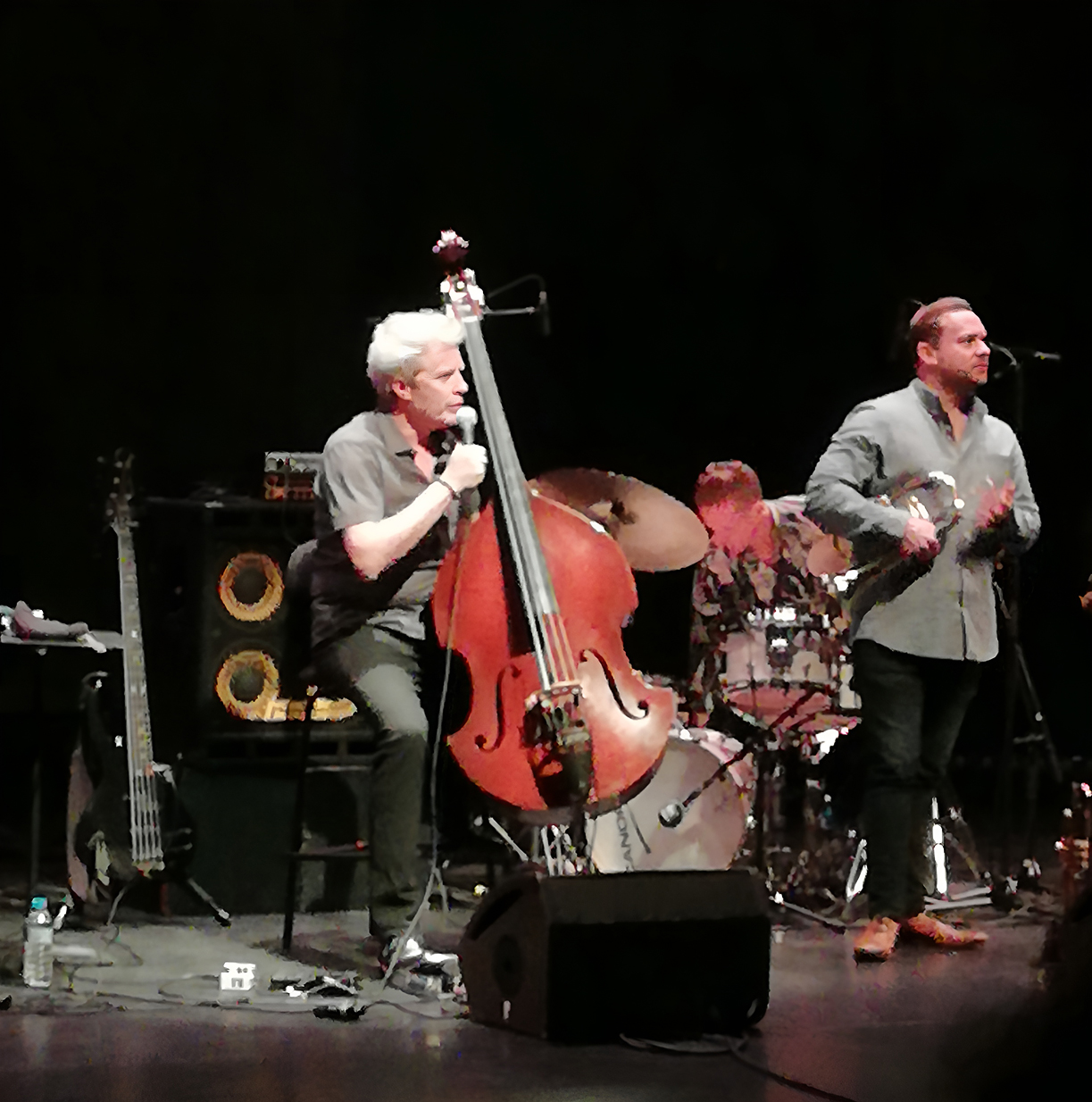
Kyle Eastwood à la contrebasse, en concert au théâtre de la Vallée de l'Yerres à Brunoy en mai 2022.

Après avoir fait des études de cinéma, il est devenu bassiste et contrebassiste de jazz, style de musique dont son père lui a transmis la passion.
Il a enregistré plusieurs albums, dont un en France en Gironde, en 2011, dans un château du Bordelais. Il a aussi joué dans certains des films de son père. Aujourd'hui, ils composent ensemble, à l'occasion, certaines des musiques de films de ce dernier.
Il est aussi, occasionnellement, acteur.

### Vie privée
De 1998 à 2005, Kyle Eastwood est marié à la chanteuse américaine Laura Gómez. Le 28 mars 1994, elle donne naissance à leur premier enfant, une fille prénommée Graylen Eastwood. Depuis 2014, il est marié à Cynthia Ramirez.

## Filmographie

### Comme acteur
- 1974 : Le Canardeur de Michael Cimino : l'enfant à la glace
- 1976 : Josey Wales hors-la-loi (The Outlaw Josey Wales) de Clint Eastwood : le fils de Josey Wales (non crédité)
- 1980 : Bronco Billy de Clint Eastwood : un orphelin (non crédité)
- 1982 : Honkytonk Man de Clint Eastwood : Whit
- 1995 : Sur la route de Madison (The Bridges of Madison County) de Clint Eastwood : un musicien
- 2008 : L'Heure d'été d'Olivier Assayas : James, l'ami américain d'Adrienne

### Comme compositeur/musicien/arrangeur
- 1990 : La Relève (The Rookie) de Clint Eastwood : compositeur de Red Zone avec Michael Stevens (en)
- 1991 : À propos d'Henry (Regarding Henry) de Mike Nichols : musicien (non crédité)
- 2002 : Mystic River de Clint Eastwood : compositeur de Cosmo et Black Emerald Blues
- 2005 : Million Dollar Baby de Clint Eastwood : compositeur de Boxing Baby, Solferino et Blue Diner
- 2006 : Lettres d'Iwo Jima (Letters from Iwo Jima) de Clint Eastwood : compositeur avec Michael Stevens (en)
- 2006 : Mémoires de nos pères (Flags of Our Fathers) de Clint Eastwood : arrangeur
- 2007 : Rails & Ties d'Alison Eastwood : compositeur
- 2008 : L'Échange (Changeling) de Clint Eastwood : arrangeur
- 2008 : Gran Torino de Clint Eastwood : compositeur avec Michael Stevens (en)
- 2009 : Invictus de Clint Eastwood : compositeur avec Michael Stevens (en)

## Discographie
| Album                  | Maison de disques       | Date de parution |
| ---------------------- | ----------------------- | ---------------- |
| From There to Here     | Sony                    | 1998             |
| Paris Blue             | Rendezvous              | 2004             |
| Now                    | Rendezvous              | 2006             |
| Metropolitain          | Rendezvous              | 2009             |
| Songs From the Château | Candid Jazz             | 2011             |
| The View from Here     | Jazz Village            | 2013             |
| Time Pieces            | Jazz Village            | 2015             |
| Candid Kyle            | Candid Productions Ltd. | 2016             |
| Cinematic              | Jazz Village            | 2019             |
| Eastwood Symphonic     | Discograph              | 2023             |